# Scuticaria strictifolia
Scuticaria strictifolia là một loài lan đặc hữu của Brasil (São Paulo).

## Hình ảnh

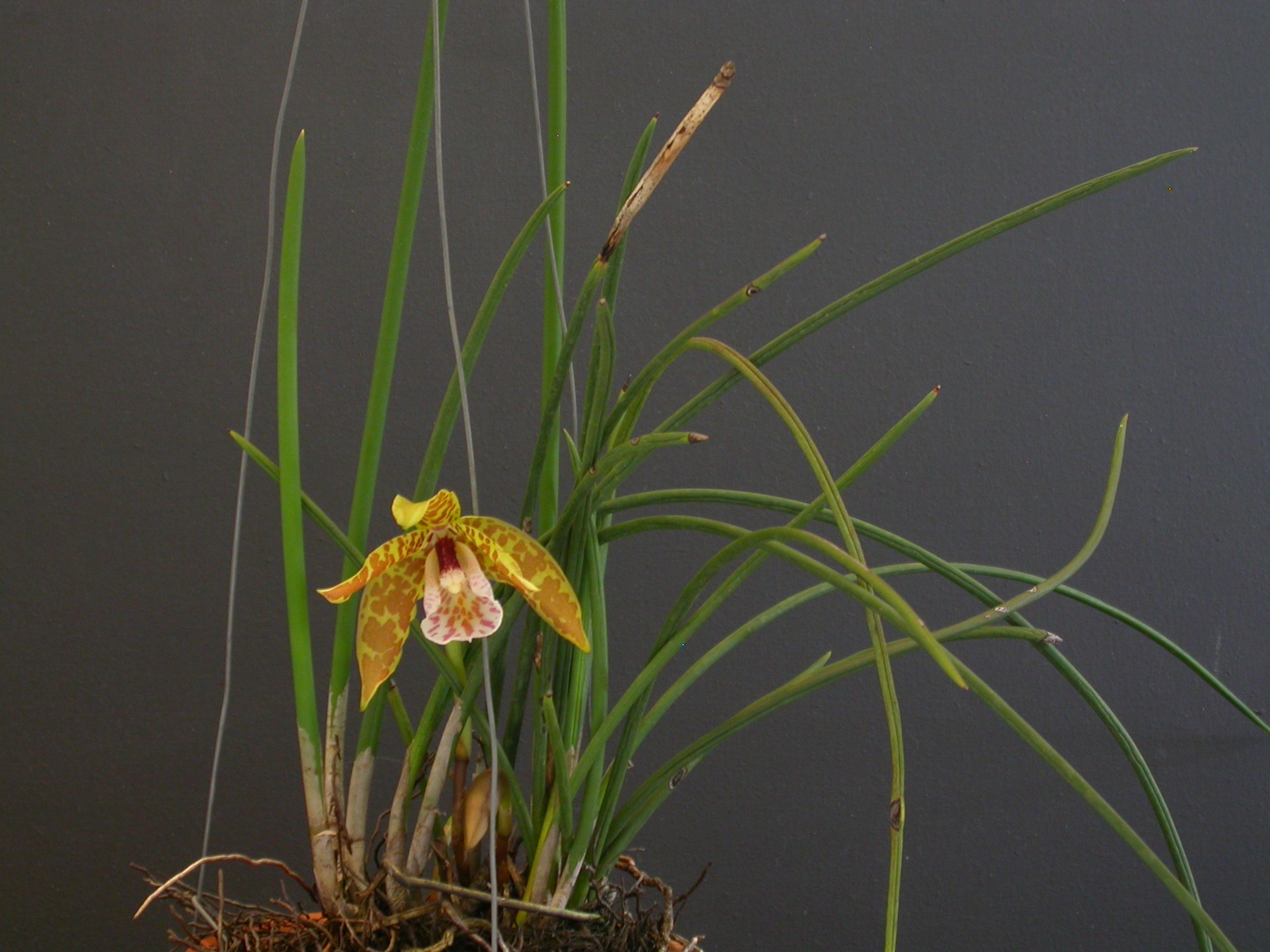
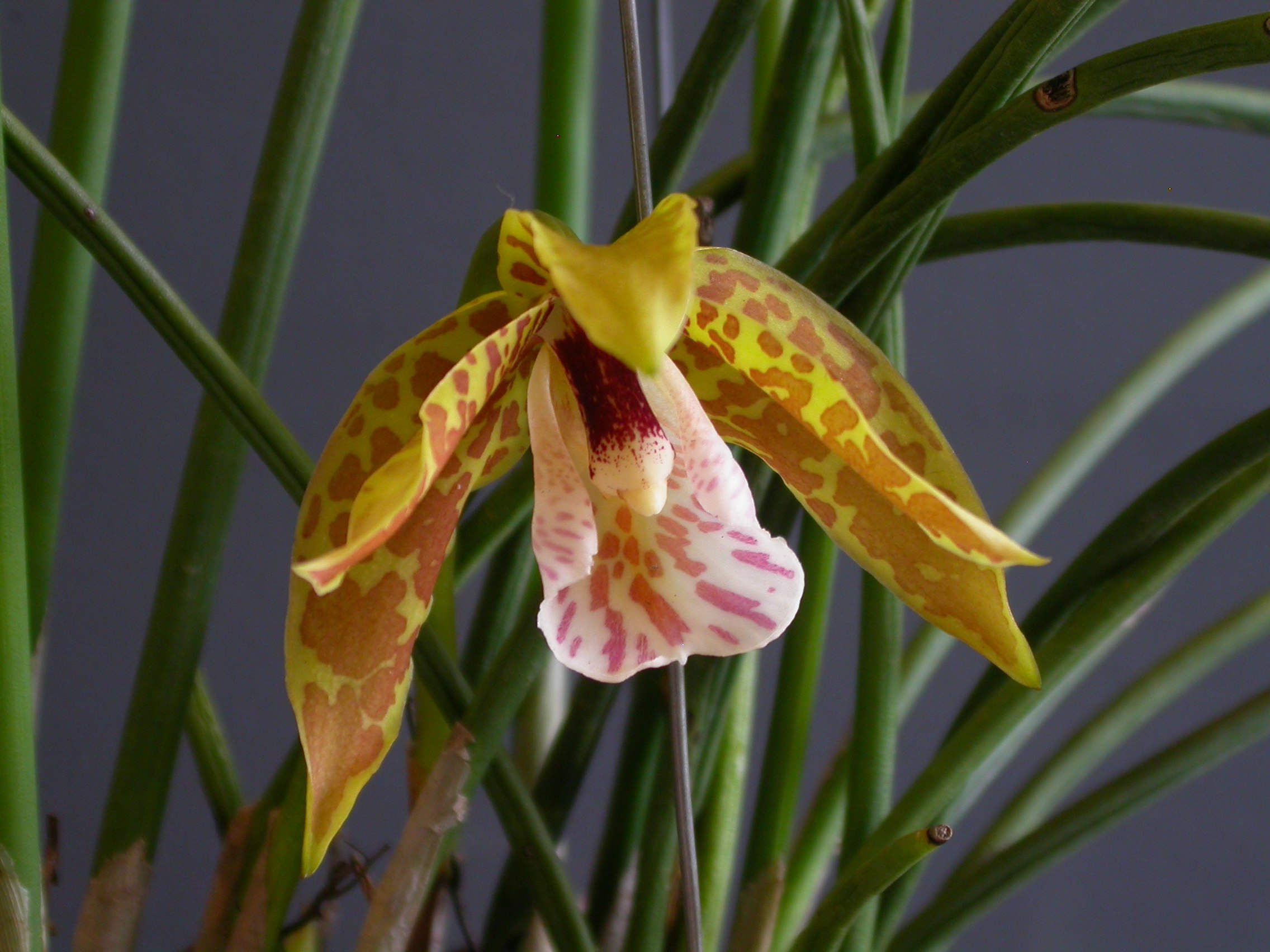
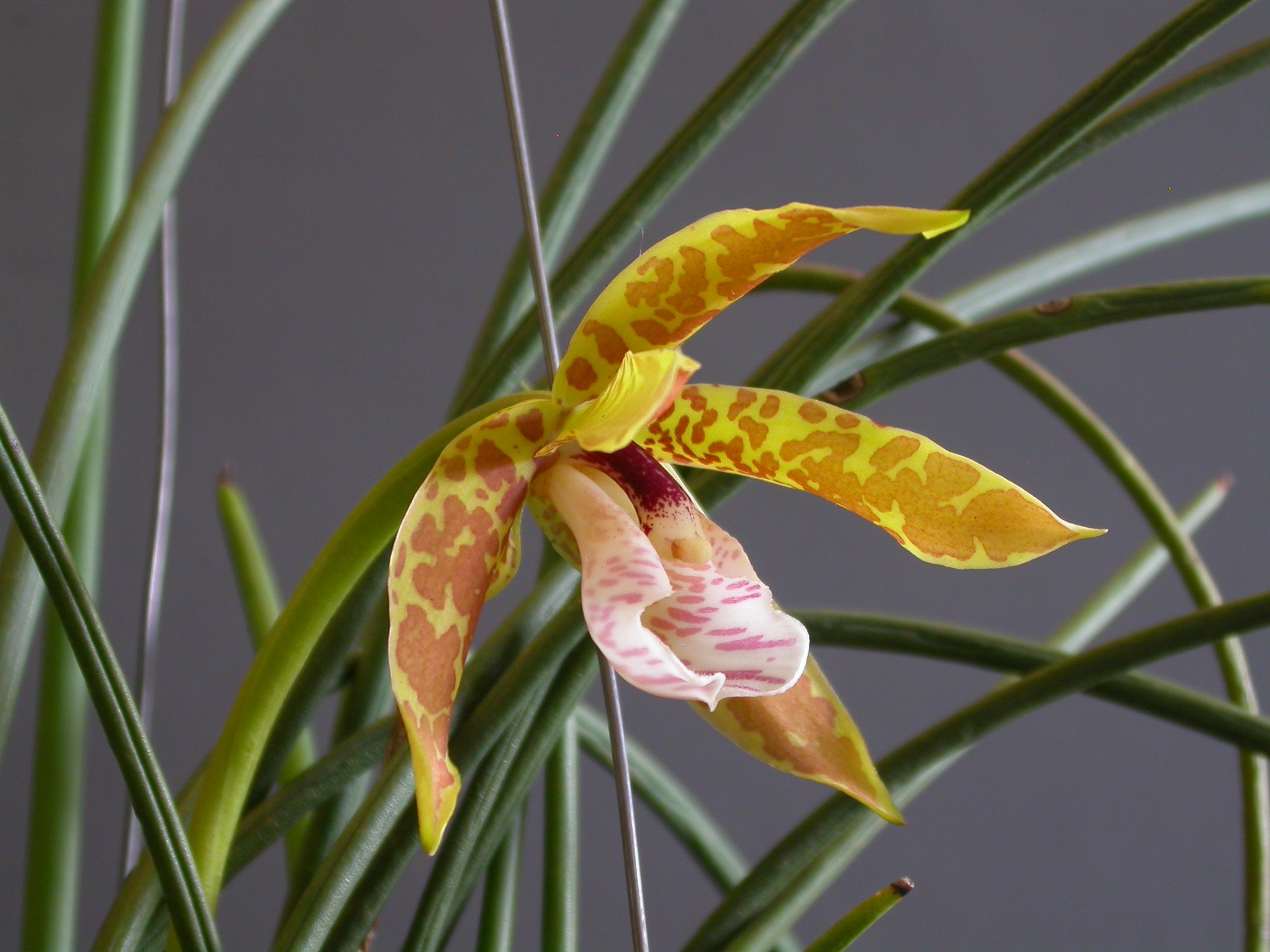
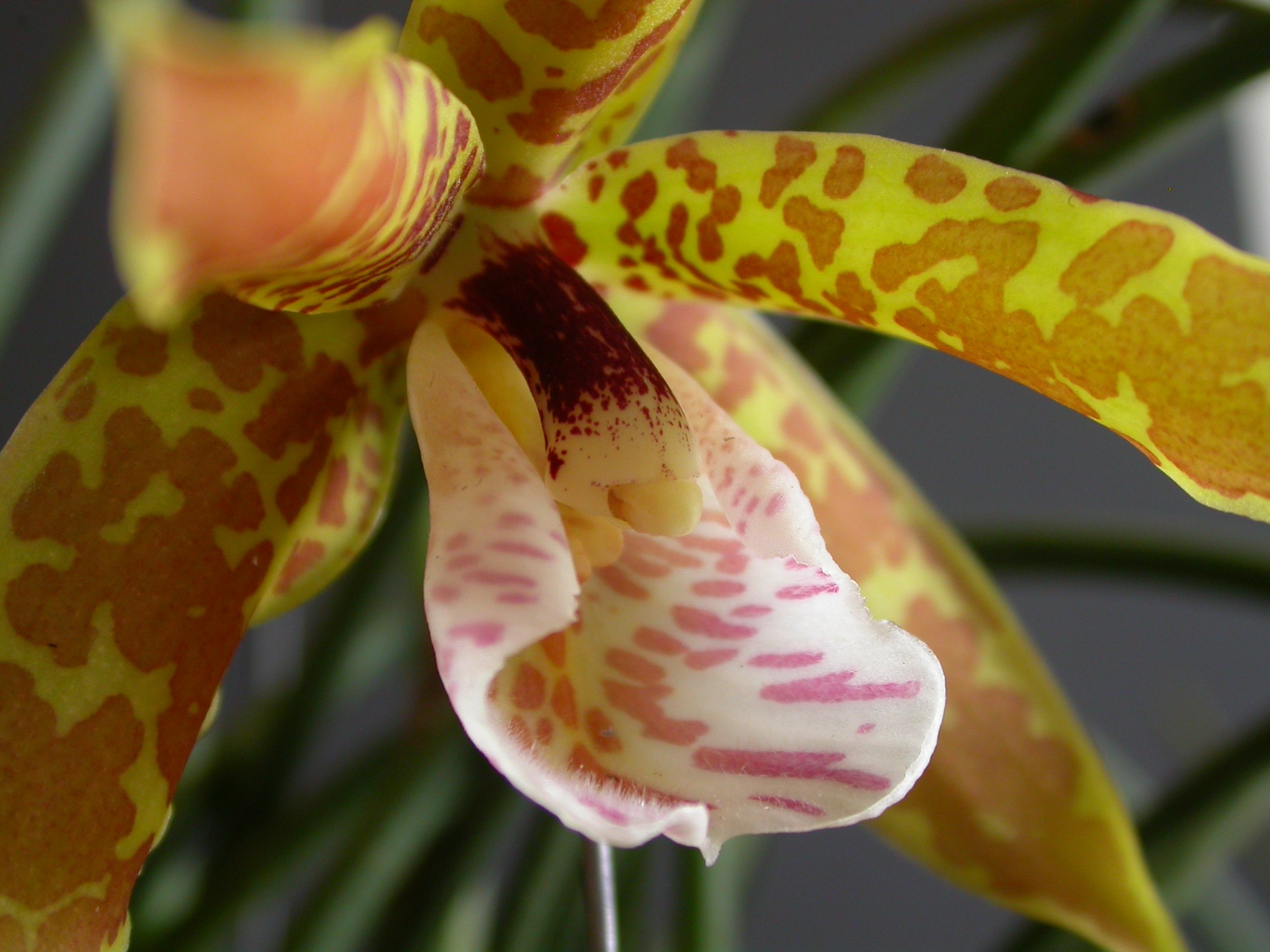